# Hilda Lyon
Hilda Lyon (31. května 1896, Market Weighton, East Riding of Yorkshire, Anglie – 2. prosince 1946 Surrey, Anglie) byla britská letecká inženýrka, která vynalezla proudnicový tvar (Lyon Shape) vhodný pro tvarování trupů vzducholodí a ponorek. Je považována za jednu z nejvýznamnějších inženýrek 20. století.

## Životopis

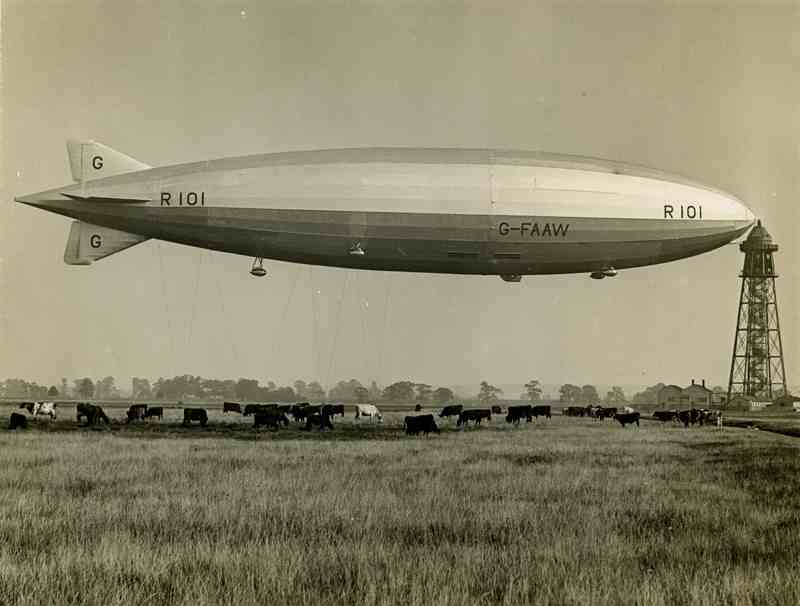
Britská vzducholoď R101

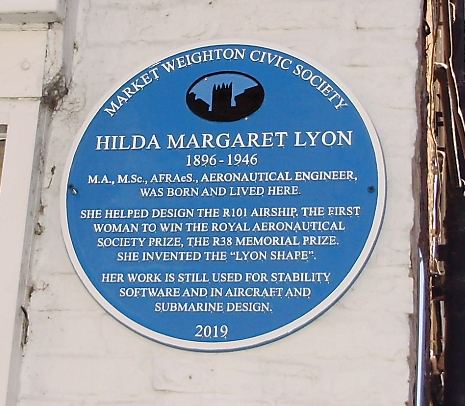
Pamětní deska na rodném domě Hildy Lyon na High Street ve městě Market Weighton

Narodila se 31. května 1896 ve městě Market Weighton v hrabství East Riding of Yorkshire. Jejími rodiči byli obchodník se smíšeným zbožím Thomas Lyon a Margaret Lyon (rozená Green). Nejprve studovala na Beverly High School. V letech 1915–1918 vystudovala matematiku na koleji Newnham Univerzity v Cambridgi. Získala titul Master of Arts. Poté prošla kurzem pořádaným ministerstvem letectví a tomuto oboru zůstala věrna po celý život. Od roku 1918 pracovala jako technická asistentka ve společnosti Siddeley-Deasy Motor Company a od roku 1920 pracovala pro leteckého výrobce Parnall & Co. Roku 1922 se stala členkou Britské královské letecké společnosti (Royal Aeronautical Society, RAeS).
Od roku 1925 Hilda Lyon pracovala pro výrobce vzducholodí Royal Airship Works v Cardingtonu. Podílela se na aerodynamickém řešení ztužené vzducholodě R101, kterou ve velikosti překonal až německý LZ 129 Hindenburg. Osobně se účastnila i prvního letu R101. Roku 1930 získala jako první žena ocenění R38 Memorial Prize udělované Britskou královskou leteckou společností (název ceny odkazoval na havarovanou vzducholoď R 38). Ocenění získala za studii The Strength of Transverse Frames of Rigid Airships.
Roku 1930 Hilda Lyon získala cestovní stipendium Mary Ewartové k dvouletému postgraduálnímu studiu na americkém Massachusettském technologickém institutu (MIT). V tamních laboratořích a aedodynamických tunelech vyvinula proudnicové tvarování vzducholodí, v USA dodnes označované jako Lyon Shape. Výsledky svého výzkumu shrnula roku 1932 v magisterské práci z MIT The Effect of Turbulence on the Drag of Airship Models. Hilda Lyon za ni získala titul Master of Science.
Následně se přesunula do německého Göttingenu, kde se pod vedením zakladatele moderní aerodynamiky a hydrodynamiky Ludwiga Prandtla věnovala výzkumu na Kaiser Wilhelm Gesellschaft für Strömungsforschung (v současnosti Max-Planck-Institut für Dynamik und Selbstorganisation). Z Göttingenu se však předčasně vrátila do Anglie, aby mohla pečovat o nemocnou matku Margaret (zemřela v roce 1934).
Navzdory nepříznivé životní situaci Hilda Lyon dokázala i z domova pokračovat ve svých výzkumech, v čemž byla podporována vedoucími výzkumného střediska britského ministerstva obrany Royal Aircraft Establishment ve Farnborough. Ke svému povolání se naplno vrátila roku 1937, když získala stálé místo v aerodynamickém oddělení Royal Aircraft Establishment. Později oddělení vedla. Mimo jiné se zabývala stabilitou stíhacích letadel Hawker Hurricane.
Hilda Lyon zemřela 2. prosince 1946 ve věku padesát let. Údajně po operaci. Pohřbena byla na hřbitově v Market Weighton.
Její práce neztratila význam ani po její smrti a kromě letectví ovlivnila i námořní stavitelství. V 50. letech proudnicový tvar „Lyon Shape“ ovlivnil konstrukci americké experimentální vysokorychlostní ponorky USS Albacore (AGSS-569). Její kapkovitý trup byl následně využit v řadě ponorkových konstrukcí (např. třída Barbel).

## Ocenění a připomínky
- R38 Memorial Prize[1]
- Pamětní deska v Market Weightonu – Odhalena 26. června 2016 na rodném domě Hildy Lyon a zároveň obchodě jejího otce na High Street.[1]